# Уставни референдум у Србији 2022.
Уставни референдум је одржан 16. јануара 2022. године у Србији на коме су гласачи одлучили о измени Устава у делу који се односи на судску власт.
У циљу усклађивања судске власти са законодавством Европске уније, Влада је раније предлагала измену начина избора судија и јавних тужилаца, а Народна скупштина је то усвојила двотрећинском већином 7. јуна 2021. године, непосредно пре парламентарних избора у којом је владајућа Српска напредна странка (СНС) освојила апсолутну посланичких места. Проглашењу референдума је претходило усвајање измена Закона о референдуму и народној иницијативи, што је првобитно требало да буде спроведено убрзо након доношења Устава из 2006. године. Закон је укинуо излазност од 50 одсто колико је било потребно да би се референдуми сматрали валидним, а наишао је на противљење невладиних организација и активиста. Након ескалације текућих еколошких протеста, демонстранти су тражили укидање закона. Председник Александар Вучић изменио је Закон након ескалације актуелних еколошких протеста у децембру 2021. године.
Предложене измене чине укидање неколико функција, проширење функције јавног тужилаштва у колективни орган, као и промене у погледу избора судија. Владини званичници су изразили подршку оваквим променама, док је опозиција остала подељена — већина је изнела примедбу на референдум, док су неки чак позвали на бојкот или одлагање референдума.
Опција „да” је на референдуму преовладала над опцијом „не”, иако је пријављено да је излазност била најнижа од поновног увођења парламентаризма 1990. године, свега 30% уписаних бирача. Невладине организације су пријавиле неправилности на бирачким местима, а такође су тврдиле и изборну крађу. Уставне измене усвојила је Народна скупштина 9. фебруара.

## Позадина и хронологија
У јануару 2020. године почеле су да се шире гласине о променама у пољу судске власти након што је државни секретар Радомир Илић позвао на промену устава да би се успоставила „екстерна контрола” којом би се председнику Републике Србије дала овлашћења да именује и разрешава судије. Ова изјава наишла је на противљење неколико бивших судија, који су тврдили да би таква промена умањила независност судске власти. Министарство правде тврди да ће „екстерну контролу контролисати грађани кроз избор чланова Високог савета судства”.
После парламентарних избора 2020. године, Српска напредна странка освојила је апсолутну већину мандата у Народној скупштини. Убрзо потом Влада Републике Србије Народној скупштини подноси предлог за промену устава. Првобитно је завршетак уставне реформе, којом би се обезбедила независност и раздвајање судске од политичке власти, планиран за 2017. годину. Ове промене су биле планиране након што је Народна скупштина усвојила Националну стратегију за реформу правосуђа 2013. године, а коју је Влада потврдила 2015. године. Према том документу, Србија је требало да заврши израду амандмана на текст Устава до краја 2016. Влада Србије је 3. децембра 2020. усвојила предлог измена устава. Председник Народне скупштине Ивица Дачић изјавио је да би у случају ванредних избора референдум требало да буде одржан пре њих. Предлог је упућен на усвајање у Скупштини крајем априла 2021. године, а усвојен је 7. јуна 2021. године.

### Закон о референдуму
Да би се предложене измене спровеле у дело неопходно је одржавање обавезујућег референдума. Закон о референдуму и народној иницијативи, који се налазио на листи чекања од почетка примене устава из 2006. године, Народна скупштина усвојила је 11. новембра 2021. године. Овај закон су оштро критиковале невладине организације и опозициони политичари због укидања цензуса и могућности злоупотребе закона у случајевима као што је Rio Tinto. Закон је Народна скупштина потврдила као усвојен 25. новембра 2021. године, а истог дана га је потписао и Вучић. Након ескалације еколошких протеста, демонстранти су тражили да се закон о референдуму укине. Вучић је 8. децембра најавио измене закона, а 10. децембра Народна скупштина усваја измене.

## Спровођење
Право гласа и учешћа на референдуму у Србији имају грађани који, у складу са прописима о изборима, имају бирачко право и пребивалиште на територији за коју се расписује референдум, а уписани су у бирачки списак. листа. Референдуми се не могу одржавати током ванредног или ратног стања. Грађани гласају тајним гласањем.
Влада Републике Косова је одбила да организује референдум на територији Косова, али је касније откривено да Влада Републике Србије није ни тражила да се референдум одржи на овој територији. Председник Владе Аљбин Курти изјавио је да „референдум неће бити одржан на територији Косова”, као и да ће Скупштина Републике Косова 15. јануара расправљати о томе да ли референдум буде одржан на Косову. Скупштина је тада једногласно донела резолуцију којом се одбија одржавање референдума на њеној територији. Држављанима Србије са Косова је забрањено да гласају поштом или преко Канцеларије за везу Србије, али је Републичка изборна комисија (РИК) касније најавила да ће моћи да гласају у Куршумлији, Рашкој, Врању и Новом Пазару. Званичници српске владе изјавили су да „то [за нас] није изненађење” и тврдили да Курти наводно „малтретира Србе”, док је про-СНС Српска листа организовала мање протесте.
Право гласа имала је и српска дијаспора, али овога пута само у једанаест земаља, укључујући Косово.

## Предложене измене
Влада Републике Србије се обавезала на ове уставне промене у процесу придруживања Европској унији. После неколико одлагања, промене су представљене у виду документа у децембру 2020. године. Да би се предложене измене спровеле, потребан је референдум. Председник Народне скупштине Ивица Дачић изјавио је да би у случају ванредних избора референдум требало да буде одржан пре избора. Референдум је првобитно требало да буде одржан у јесен 2021. године, али је Дачић 30. новембра 2021. године најавио одржавање референдума 16. јануара.
Након усвајања уставних промена, Народна скупштина би имала мањи утицај на избор појединих правосудних фактора, као што су председник Врховног касационог суда, председници судова, јавни тужиоци, судије и заменици јавних тужилаца. Народна скупштина би тада бирала само четири члана Високог савета судства, Високог савета тужилаца и Врховног јавног тужилаштва. Уместо тога, Високи савет судства би добио значајнију улогу бирајући све судије, док би Високи савет тужилаца бирао тужиоце. Назив Врховног касационог суда би био промењен у „Врховни суд” и његов рад би био уређенији. Пет чланова Високог савета тужилаца бирали би јавни тужиоци, четири Народна скупштина на предлог надлежног одбора двотрећинском већином, док ће врховни јавни тужилац и министар правде бити чланови по службеној дужности. Судије које би први пут ступиле на дужност имају мандат од три године, али би овим изменама укинуте границе мандата, а судије би обављале дужност до пензионисања или разрешења. Изменама је предвиђена и „забрана политичког деловања судија”, као и да би Високи савет судства био независно тело које би обезбедило независност судова, судија, председника судова и судија поротника. Имао би једанаест чланова од којих би шест судија бирале већ изабране судије, четири адвоката би бирала Народна скупштина и председник Врховног суда. Адвокати би морали да имају најмање 10 година искуства да би били изабрани. Најмоћније јавно тужилаштво постало би Врховно јавно тужилаштво, колективни орган свих тужилаца које би бирала Народна скупштина на шест година. Шеф тужилаштва имаће могућност издавања налога преосталим тужиоцима, али ће постојати и правни лекови против овлашћења која поседују, што ће искључити могућност злоупотребе.
Питање на референдумском папиру би се поставило као „Да ли сте за потврђивање Акта о промени Устава Републике Србије?”.

## Одазив
Аналитичари су закључили да су излазност и успех на референдуму подједнако важни за владу, али да ће због општих избора у априлу кампања за уставне промене бити сведена на минимум. Стручњаци су такође приметили да су „промене добре и кључне, иако и даље постоји могућност злоупотребе”.
Европска унија, као и владе Француске, Немачке, Италије, Уједињеног Краљевства и Сједињених Америчких Држава, поздравиле су референдум. Поред тога, Жозеп Борељ је позвао Косово „да дозволи прикупљање гласова на својој територији под надзором Организације за европску безбедност и сарадњу”.

### Кампања за
Александар Вучић је изјавио да „ако не прође референдум, губимо годину у европским интеграцијама”, док је Ивица Дачић изразио наду да ће референдум проћи. Вучић је 11. јануара позвао грађане да се изјасне на референдуму, а поручио је да ће он гласати за опцију „да”. Председница Владе Ана Брнабић је такође изјавила да подржава опцију „да”, укључујући странке као што су Социјалистичка партија Србије, Партија уједињених пензионера Србије, Јединствена Србија, Странка правде и помирења и Социјалдемократска партија Србије.
Актуелна министарка правде Маја Поповић, која је учествовала у разговорима и формирању завршног документа, подржава ове измене. Подршку је изразила и Венецијанска комисија, која је изјавила да су промене у складу са већином њихових препорука. Подршку референдуму изразио је и адвокат Милан Антонијевић.

### Кампања против
Противљење изменама Устава изразили су и поједини посланици из владајућих странака, као што су Владимир Ђукановић (СНС) и Тома Фила (СПС), као и посланици опозиције, Шаип Камбери и Владан Глишић. Незадовољство су изразиле и ванпарламентарне странке као што су Покрет слободних грађана, Не давимо Београд, Заједно за Србију, Лига социјалдемократа Војводине, Социјалдемократска странка, Нова странка, Грађански демократски форум и Српска странка Заветници. Оваквим изменама се противе и Демократска странка Србије и ПОКС, који су позвали грађане да на референдуму гласају против. Подршку опцији „не” изнели су и политички активисти Срђан Шкоро, Ђорђе Вукадиновић и Борис Малагурски, међу којима је и неколико универзитетских професора.
Доста је било и Здрава Србија такође су се изјасниле против референдума, а 30. новембра су формирале „Суверенистички блок”, док су недуго након тога почеле и званично кампању. Убрзо су се њиховој кампањи придружили историчар Чедомир Антић и антиваксерска активисткиња, Јована Стојковић. Они су тврдили да би Rio Tinto, ако референдум прође, именовао свој „тим судија” који би поништио сваку одлуку која је у њиховом интересу и да би судска власт изгубила сву моћ. Навели су и да „иза референдума стоји Џорџ Сорос”. Функционери Двери и Српске радикалне странке навели су и да грађани треба да гласају за опцију „не”, а да „Србија не треба да се повинује захтевима Европске уније”.
Мирослав Паровић, вођа Нородног слободарског покрета и Покрета ослобођења, који предводи Млађан Ђорђевић, уместо тога су затражили одлагање референдума. Странка слободе и правде, Демократска странка и Странка демократске акције Санџака позвале су на бојкот, док се Народна странка противи уставним променама, иако су поједини појединци попут Мирослава Алексића и Вука Јеремића за бојкот, а Владимир Гајић и други су се изјаснили да гласају за опцију „не”.

## Резултати
Бирачка места су била отворена од 07.00 (+01.00) до 20.00 часова, а уписана су укупно 6.510.233 бирача. Због пандемије ковида 19 у Србији и повећања броја заражених, на бирачким местима примењиване су епидемиолошке мере. Како преноси РИК, бирачи који су заражени ковидом 19 могли су да гласају испред својих улазних врата у индиректном контакту са бирачким помоћником.
Према РИК-у, у већим градовима попут Београда, Ниша и Новог Сада преовладала је опција „не”. Поред тога, у дијаспори је већина бирача гласала за опцију „не”. Поновљено је гласање на девет бирачких места 23. јануара, док је 2. фебруара поновљено гласање на једном бирачком месту на Вождовцу. Званични резултати објављени су 4. фебруара.
| Глас                          | Гласови   | %     |
| ----------------------------- | --------- | ----- |
| Да                            | 1.189.460 | 60,24 |
| Не                            | 785.163   | 39,76 |
|                               |           |       |
| Важећи гласови                | 1.939.887 | 98,97 |
| Неважећи/празни гласови       | 20.592    | 1,03  |
| Укупно                        | 1.995.215 | 100   |
| Регистровани бирачи/излазност | 6.510.323 | 30,65 |
| Извор:                        |           |       |

## Последице
ЦеСИД је у почетку пријавио да у првих неколико сати није било већих инцидената, иако су се касније током дана дешавале неправилности и инциденти на бирачким местима. Невладина организација ЦРТА саопштила је да је „уочена велика неприпремљеност бирачких одбора”. Пријављено је да је нерегистрованом бирачу дозвољено да гласа. Бивши посланик Срђан Ного разбио је гласачку кутију након гласања, а убрзо потом ухапшен и приведен. Нешто пре поноћи група активиста организације „1 од 5 милиона” легитимисана је након покушаја да уђе у зграду РИК. У Вршцу је саопштено да чланови Изборне комисије снимају бираче. У појединим градовима широм Србије пријављено је и да чланови бирачких одбора потписују бираче. У Новом Пазару, где је 88% бирача гласало за опцију „да”, пријављене су неправилности на више бирачких места широм града.
Вучић је нешто после 22 сата (UTC+01.00) саопштио „прелиминарне резултате” на конференцији на којој је навео да је за опцију „да” отишло 60,48%гласова, а „не” 39,52%. Током конференције, званични прелиминарни резултати још увек нису били доступни. Он је навео и да је у Београду 54 одсто гласова отишло за опцију „не”. Према ЦРТА, свој глас је дало 29,6% бирача са правом гласа, при чему је „да” добило 57,4% гласова, а „не” 41,6% гласова. На једном бирачком месту пријављено је да је излазност била 100%.
Првобитно је пријављено да је излазност на референдуму била 3,6 одсто у 10.00 часова, што је у поређењу са парламентарним изборима 2020. било три пута мање. Речено је да је излазност најнижа од поновног увођења парламентаризма 1990. године. Према РИК, у већим градовима као што су Београд, Ниш и Нови Сад преовладавала је опција „не”. Неколико странака и покрета попут Двери, Доста је било и 1 од 5 милиона оптужило је Владу за изборну крађу. Протести које су организовале Двери, Српска странка Заветници, Здрава Србија и ПОКС одржани су дан касније после референдума испред зграде РИК. Посланик Владан Глишић поднео је приговор РИК у којем тврди да су гласови фалсификовани на 3.393 бирачка места, али РИК то није прихватио.
Аналитичари су накнадно закључили да „резултати референдума показују да постоји потенцијал за промене, али и потенцијални мамац за опозицију”, те да је „власт резултате тумачила више као своју победу, а мање као референдумско решење за питања судске власти”. Неки су констатовали и да „резултати референдума одговарају и власти и опозицији”, а да је „рекордно мала излазност поставила питање легитимности уставних измена”.

### Реакције
Председница Владе Брнабић је честитала грађанима и додала да ће Србија „први пут у новијој историји добити независно правосуђе”. Представници Европске уније поздравили су промене. Оливер Вархељи је изјавио да су „бирачи у Србији подржали промену устава ради јачања независности правосуђа”.
Милош Јовановић и Павле Грбовић, председници Демократске странке Србије и Покрета слободних грађана, изјавили су да је „СНС поражена на референдуму” и истакли да ће „контрола бирачких места бити од кључног значаја за изборе 3. априла”. Покрет Не давимо Београд саопштио је да је „могуће да се дође до промена у будућности”. Ђорђе Вукадиновић је навео да је „излазност очекивана због слабог интересовања јавности” и да је „релативна победа грађана који су показали снагу на коју морају да рачунају и власт и опозиција”. Политиколог Цвијетин Миливојевић изјавио је да „нису победили ни власт ни опозиција, а грађани су највећи губитници”.